# 坪田譲治
坪田 譲治（つぼた じょうじ、1890年（明治23年）3月3日 - 1982年（昭和57年）7月7日）は、日本の児童文学作家。日本藝術院会員。岡山県出身。
同じ児童文学作家、児童文学研究者である坪田理基男は三男。

## 経歴
1890年（明治23年）岡山県御野郡石井村島田（現在の岡山市北区島田本町）に生まれる。父・平太郎はランプ芯などを製造する島田製織所を経営していたが、1898年（明治31年）譲治が8歳の時に死去した。大学生だった兄が家業を継ぐものの、以後会社の内紛が続く。のちに譲治も経営に参加する。（これは、後の小説に反映されることになる。）
1908年（明治41年）、早稲田大学文科予科へ入学した。同級生の生田蝶介の紹介で小川未明を訪問する。1909年（明治42年）3月に大学を退学し兄の経営する牧場で働くが、8月に復学する。翌年9月、早稲田大学英文科に進学するが、徴兵検査延期願の提出を忘れたため11月に退学し、岡山第十七師団に入営する。1912年（明治45年）1月に早稲田大学英文科に復学するが、9月に肺尖カタルのために茅ヶ崎の病院に入院し、翌年8月に退院して大学に戻る。1915年（大正4年）に早稲田大学英文科を卒業した。翌年には結婚し長男が誕生する。
1917年（大正6年）10月から翌年3月まで早稲田大学図書館に勤務する。1919年（大正8年）4月、岡山に帰郷し島田製織所で働きはじめ、翌年には大阪支店に異動する。1923年（大正12年）4月で島田製織所を辞めて上京する。
1925年には早大童話会を創設した。1926年（大正15年）に短編小説『正太の馬』を発表し、翌年処女短編集『正太の馬』を出版した。また雑誌『赤い鳥』に童話を投稿したりするが、プロレタリア文学台頭の中、収入に結びつかず、困窮生活を送る。1935年（昭和10年）山本有三の紹介で『お化けの世界』を雑誌『改造』に発表した。1936年9月5日から11月6日まで東京朝日新聞夕刊の新聞小説として連載され、12月刊行した『風の中の子供』が、幅広い年代層の支持を得て一躍人気作家となる。戦後は、日本児童文学者協会の第3代会長などを務めた。
後年は自らも早大童話会に続いて童話雑誌「びわの実学校」を主宰した。松谷みよ子、あまんきみこ、寺村輝夫、大石真、今西祐行などの後進を育てた。
『お化けの世界』や『風の中の子供』、『子供の四季』などの「善太と三平」物が名高い。全集が3度刊行されている（『坪田譲治全集』8巻本、12巻本。『坪田譲治童話全集』10巻本）。
1984年12月には岡山市により坪田譲治文学賞が制定された。
小川未明、浜田広介とともに「児童文学界の三種の神器」と評されていた。

## 受賞など
- 1955年：日本藝術院賞受賞（『坪田譲治全集』による）[5]
- 1964年：日本藝術院会員[1]
- 1974年：朝日賞受賞[5]
- 1979年：岡山市名誉市民[6]。

## 著書
- 『正太の馬』文壇新人叢書 春陽堂 1926
- 『激流を渡る』アトラス社(アトラス・セリー)　1930
- 『晩春懐郷』竹村書房 1935
- 『お化けの世界』竹村書房 1935　のちポプラ社文庫
- 『魔法 坪田讓治童話集』健文社 1935.7
- 『児の上を思ふ』信正社 1936
- 『班馬いななく 随筆』主張社 1936
- 『をどる魚』湯川弘文社(日の丸標準童話)　1936
- 『青山一族 小説集』版画荘 1937
- 『善太と三平のはなし 坪田譲治童話集』版画荘 1938
- 『子供の四季』新潮社 1938　のち文庫、旺文社文庫、角川文庫
- 『風の中の子供』竹村書房 1938.1  のち新潮文庫、角川文庫、潮文庫、旺文社文庫、ポプラ社文庫
- 『家に子供あり』新潮社 1939
- 『カタカナ童話集』金の星社 1939
- 『兒童文學論』日月書院 1939.10
- 『善太と三平』童話春秋社 1940 のちポプラ社文庫
- 『森のてじな』新潮社(学年別新選童話集 2年生)　1940
- 『故郷の鮒』協力出版社 1940
- 『村は晩春』河出書房 1940
- 『正太のふるさと』春陽堂 1941
- 『童心の花』実業之日本社 1941
- 『小川の葦』中央公論社(ともだち文庫) 1941
- 『家を守る子 随筆』墨水書房 1941.11
- 『ビハの實』中央公論社 1941.3
- 『とらひこたつひこ』新潮社 1942
- 『七人の子供』童話春秋社 1943
- 『黒猫の家』新潮社(日本童話名作選集)　1943
- 『ふるさと 小説と随筆』実業之日本社 1943
- 『故園随筆』十一組出版部 1943
- 『山国』新潮社 1943
- 『滿洲・繪ばなし』帝國教育會出版部 1943.3
- 『谷間の池』湘南書房(新日本少年少女選書)　1945.12
- 『新しいパンツをはいて』国民図書刊行会 1946
- 『子供のともしび』三島書房 1946
- 『魔法の庭』香柏書房 1946.10
- 『異人屋敷』香柏書房 1946.7
- 『葡萄の若葉』桜井書店(少年のための純文学選)　1947
- 『正太の故郷 短篇集』御影文庫 1947
- 『息子かへる 随筆集』青雅社 1947
- 『善太と汽車 童話』東亞春秋社 1947.6
- 『山の湖』桐書房 1948
- 『沢右衛門どんのうなぎ釣り』光文社(日本童話名作選) 1948
- 『善太とまほう 童話集』小学館(小国民シリーズ) 1948
- 『ひるの夢よるの夢』桜井書店(こどもかい文庫)　1948
- 『一人の子供 短篇集』小峰書店 1948
- 『春の夢秋の夢』新潮社 1949
- 『四羽の小鳥』新潮社 1949
- 『桃の実』東西社(日本童話選 中級)1949
- 『ベニー川のほとり』三十書房(日本童話名作選集)　1949
- 『柿の木と少年 児童文学選』アテネ出版社 1949
- 『ねことままごと ひらかなどうわ』アテネ出版社 1949
- 『かりうどの話』広島図書(銀の鈴文庫　1949
- 『がまのげいとう 幼年童話』海住書店 1949.5
- 『故里のともしび』泰光堂 1950
- 『坪田譲治童話集』1950 (新潮文庫)
- 『一つのビスケット』西荻書店 1951
- 『源平盛衰記』同和春秋社(少年読物文庫)　1952
- 『ことりのやど』泰光堂 (ひらがなぶんこ) 1952
- 『森の中の塔』金の星社 1954
- 『少年の日』新潮社(少年長篇小説)　1954
- 『児童文学入門 童話と人生』朝日新聞社(朝日文化手帖） 1954
- 『世界少年少女文学全集（全50巻） 第28巻 日本編1 日本童話集』創元社 1954
- 『坪田譲治全集』全8巻 新潮社 1954
- 『日本少年少女古典文学全集 7 平家物語』弘文堂、1956
- 『りすとかしのみ』岩波書店(岩波のこどもの本) 1956
- 『きんのうめぎんのうめ』現代社 1957
- 『日本むかしばなし』全3巻 金の星社 1957　のち新潮文庫
- 『せみと蓮の花』筑摩書房 1957
- 『サバクの虹』岩波少年文庫 1958
- 『坪田譲治童話教室』全3巻 小峰書店 1961
- 『昨日の恥今日の恥』新潮社 1961
- 『ゆきというじ』 ポプラ社 1961
- 『坪田譲治幼年童話文学全集』全8巻 集英社 1964-65
- 『子ども聖書』実業之日本社 1965
- 『賢い孫と愚かな老人』新潮社 1965
- 『新修児童文学論』共文社 1967
- 『坪田譲治童話全集』全12巻 岩崎書店 1968-69
- 『かっぱとドンコツ』講談社(少年少女現代日本創作文学) 1968  のち文庫　 サンケイ児童出版文化賞大賞
- 『ねずみのいびき』講談社(児童文学創作シリーズ) 1973　のち文庫　 野間児童文芸賞
- 『日本のむかし話』全5巻 1975 (偕成社文庫)
- 『坪田譲治作品集』全4冊 1976 (角川文庫)
- 『坪田譲治全集』全12巻 新潮社 1977-78
- 『心遠きところ』講談社 1980年
- 『せみと蓮の花 昨日の恥 坪田譲治作品集』講談社文芸文庫 2003.4

## 編纂・共著
- 父は戦に 銃後綴方集（編）新潮社 1940
- 犯罪少年の手記 平間孝三共編 鎌倉文庫 1948
- 児童読物に関する100の質問 国分一太郎共編 中央公論社 1957
- 少年少女文学風土記 ふるさとを訪ねて 2 岡山（編）泰光堂 1959
- 子どもに聞かせる日本の民話 大川悦生共著 実業之日本社 1963.6
- 児童文学入門（編）牧書店 1965 (児童文学研究シリーズ)
- びわの実学校名作選（編）東都書房 1969
- 坪田譲治童話全集 別巻 坪田譲治童話研究 岩崎書店 1971
- 新・びわの実学校名作選（編）講談社 1974

### 資料
- 『人物書誌大系47 坪田譲治』山根知子・鈴木榮一編、日外アソシエーツ、2022年
- 岡野薫子『坪田譲治ともうひとつの『びわの実学校』』平凡社、2011年